# I Could Be the One
Az I Could Be the One Avicii svéd DJ és Nicky Romero holland DJ dala, mely először 2012. december 26-án jelent meg digitális letöltésként Svédországban és Hollandiában. A dal énekesnője Noonie Bao volt, azonban az ő neve nem jelenik meg a dal előadói között. A kislemez világszerte a slágerlisták élére került, így első helyezést ért el az Egyesült Királyságban és Magyarországon, illetve az első tíz közé került Ausztráliában, Belgiumban, Csehországban, Dániában, Finnországban, Hollandiában, Norvégiában és Svédországban is.

## Háttér és megjelenés
A dal hivatalos megjelenése előtt több különböző címmel is ismertté vált. Először még cím nélkül Avicii játszotta le egy washingtoni koncertjén 2011. november 18-án. Később Nicktim névvel hivatkoztak rá, amely a két producer polgári nevének összemosása (Nick Rotteveel és Tim Bergling). Ekkor még a Justice együttes D.A.N.C.E. című dalának egy részletét felhasználták a dalban, később azonban ezt a végleges változatból eltávolították.
Egy évvel később, 2012. november 4-én már a vokállal ellátott változat Avicii „LE7ELS” elnevezésű podcastjében debütált, majd egy héttel később Nicky Romero „Protocol Radio” című podcastjében is felcsendült. Ekkor a szám címe I Could Be the One (Nicktim) lett az Avicii vs Nicky Romero kettőstől.
2017-ben Noonie Bao, a dal énekesnője és társszerzője egy Spotify-jal készített interjúban elmondta, hogy annak ellenére, hogy részt vett az I Could Be the One illetve a True egyik dalának munkálataiban is, csak évekkel később találkozott személyesen Aviciivel.

## A kislemez dalai és formátumai
| 1. | I Could Be the One (Nicktim) (Radio Edit)       | 3:28 |
| 2. | I Could Be the One (Nicktim) (Instrumental Mix) | 7:35 |
| 3. | I Could Be the One (Nicktim) (Original Mix)     | 7:35 |
| 4. | I Could Be the One (Nicktim) (Audrio Remix)     | 7:16 |
| 5. | I Could Be the One (Nicktim) (Didrick Remix)    | 5:40 |

| 1. | I Could Be the One (John Christian Remix)  | 5:28 |
| 2. | I Could Be the One (Dank Remix)            | 5:02 |
| 3. | I Could Be the One (Bent Collective Remix) | 7:32 |
| 4. | I Could Be the One (DubVision Remix)       | 6:48 |

| 1. | I Could Be the One (Noonie Bao Acoustic Mix)              | 3:51 |
| 2. | I Could Be the One (Noonie Bao Acoustic Instrumental Mix) | 3:57 |

## Slágerlistás helyezések
| Lista (2013)                                  | Legjobb helyezés |
| --------------------------------------------- | ---------------- |
| Ausztrália (ARIA)                             | 4                |
| Ausztria (Ö3 Austria Top 40)                  | 15               |
| Belgium (Ultratop 50 Flanders)                | 8                |
| Belgium (Ultratop 50 Wallonia)                | 9                |
| Kanada (Canadian Hot 100)                     | 65               |
| Csehország (Rádio Top 100)                    | 6                |
| Dánia (Tracklisten Top 40)                    | 9                |
| Európa (Euro Digital Songs)                   | 3                |
| Finnország (Singlet Top 20)                   | 2                |
| Franciaország (Single Top 100)                | 22               |
| Németország (Media Control Charts)            | 37               |
| Magyarország (Dance Top 40)                   | 3                |
| Magyarország (Rádiós Top 40)                  | 1                |
| Iceland (Tonlist)                             | 26               |
| Írország (IRMA)                               | 3                |
| Hollandia (Top 40)                            | 7                |
| Hollandia (Single Top 100)                    | 15               |
| Új-Zéland (Recorded Music NZ)                 | 12               |
| Norvégia (VG-lista)                           | 4                |
| Lengyelország (Polish Airplay Top 20)         | 1                |
| Lengyelország (Dance Top 50)                  | 2                |
| Skócia (Scottish Singles Top 40)              | 1                |
| Szlovákia (Rádio Top 100)                     | 6                |
| Spanyolország (PROMUSICAE)                    | 36               |
| Svédország (Sverigetopplistan)                | 3                |
| Svájc (Schweizer Hitparade)                   | 26               |
| Egyesült Királyság (UK Singles Chart)         | 1                |
| Egyesült Királyság (UK Dance Chart)           | 1                |
| US Bubbling Under Hot 100 Singles (Billboard) | 1                |
| US Hot Dance/Electronic Songs (Billboard)     | 10               |
| US Hot Dance Club Songs (Billboard)           | 1                |
| US Mainstream Top 40 (Billboard)              | 34               |

| Lista (2013)                                 | Helyezés |
| -------------------------------------------- | -------- |
| Ausztrália (ARIA)                            | 36       |
| Ausztria (Ö3 Austria Top 40)                 | 61       |
| Belgium (Ultratop 50 Flanders)               | 35       |
| Belgium Dance (Ultratop Flanders)            | 5        |
| Belgium (Ultratop 50 Wallonia)               | 37       |
| Belgium Dance (Ultratop Wallonia)            | 7        |
| Franciaország (SNEP)                         | 82       |
| Magyarország (Dance Top 40)                  | 9        |
| Magyarország (Rádiós Top 40)                 | 41       |
| Hollandia (Dutch Top 40)                     | 37       |
| Hollandia (Single Top 100)                   | 74       |
| Oroszország rádió (Tophit)                   | 19       |
| Svédország (Sverigetopplistan)               | 7        |
| Ukrajna rádió (Tophit)                       | 139      |
| Egyesült Királyság (Official Charts Company) | 27       |
| US Dance Club Songs (Billboard)              | 14       |
| US Hot Dance/Electronic Songs (Billboard)    | 27       |

| Lista (2014)                | Helyezés |
| --------------------------- | -------- |
| Magyarország (Dance Top 40) | 90       |

## Minősítések
| Régió | Minősítés  | Eladott példányszám |
| --- | ---------- | ------------------- |
| Ausztrália (ARIA) | 3× platina | 210 000^            |
| Belgium (BEA) | arany      | 15 000*             |
| Németország (BVMI) | arany      | 150 000‡            |
| Olaszország (FIMI) | platina    | 30 000*             |
| Mexikó (AMPROFON) | 3× platina | 180 000‡            |
| Hollandia (NVPI) | 3× platina | 60 000^             |
| Új-Zéland (RMNZ) | arany      | 7 500*              |
| Egyesült Királyság (BPI) | platina    | 600 000‡            |
| Egyesült Államok (RIAA) | platina    | 1 000 000‡          |
| Streaming |            |                     |
| Dánia (IFPI Denmark) | 2× platina | 3 600 000†          |
| * Eladási példányszámok kizárólag a minősítés alapján. ^ Kiszállítási példányszámok kizárólag a minősítés alapján. ‡ Eladási+streaming példányszámok kizárólag a minősítés alapján. † Csak streaming számok kizárólag a minősítés alapján. |            |                     |

## Megjelenések
| Regió              | Dátum              | Formátum                     | Kiadó                      |
| ------------------ | ------------------ | ---------------------------- | -------------------------- |
| Olaszország        | December 14, 2012  | Poprádiós megjelenés         | Universal Music            |
| Svédország         | 2012. december 26. | Digitális letöltés           | Avicii Music               |
| Hollandia          | 2012. december 26. | Digitális letöltés           | Avicii Music               |
| Egyesült Királyság | 2013. február 10.  | Digitális letöltés           | Universal Music            |
| Egyesült Államok   | 2013. március 12.  | Poprádiós megjelenés         | LE7ELS Casablanca Republic |
| Svédország         | 2013. március 15.  | Digitális letöltés (remixes) | Avicii Music               |
| Hollandia          | 2013. március 15.  | Digitális letöltés (remixes) | Avicii Music               |
| Egyesült Királyság | 2013. március 17.  | Digitális letöltés (remixes) | Universal Music            |
| Egyesült Államok   | 2013. április 15.  | Digitális letöltés           | Avicii Music               |

## Fordítás
- Ez a szócikk részben vagy egészben  az   I Could Be the One című angol Wikipédia-szócikk fordításán alapul.  Az eredeti cikk szerkesztőit annak laptörténete sorolja fel. Ez a jelzés csupán a megfogalmazás eredetét és a szerzői jogokat jelzi, nem szolgál a cikkben szereplő információk forrásmegjelöléseként.